# Antonio Brosa
Antonio Brosa (La Canonja, 27 giugno 1894 – Barcellona, 23 marzo 1979) è stato un violinista spagnolo.

## Biografia
Brosa iniziò a studiare violino all'età di quattro anni con il padre, debuttando in pubblico all'età di 10 anni a Barcellona. Studiò con Mathieu Crickboom a Bruxelles e debuttò a Londra nel 1919, all'età di 25 anni e fece la sua prima tournée negli Stati Uniti nel 1930. Brosa è stato il solista della prima esecuzione della Sonata per violino della giovane Elizabeth Poston, trasmessa dalla BBC il 9 luglio 1928, per il concerto per violino di Haydn Wood il 1º marzo 1933, con la BBC Symphony Orchestra, diretta da Joseph Lewis e anche per la prima esecuzione del Concerto per violino di Arthur Benjamin (1932) il 5 gennaio 1934 con la BBC Symphony Orchestra, diretto da Adrian Boult. Nell'estate del 1938 William Walton chiese a Brosa di esaminare e suggerire miglioramenti per i primi due movimenti del suo Concerto per violino, che stava scrivendo per Jasha Heifetz.

## L'incontro con Britten
Fu presentato a Benjamin Britten da Frank Bridge (l'insegnante di Britten) e i due divennero grandi amici. Britten suonò la sua Suite per violino e pianoforte con Brosa all'International Society for Contemporary Music Festival (ISCM) tenutosi a Barcellona nel 1936. Nel 1940 Britten consultò Brosa sulle difficoltà del suo Concerto per violino, Op. 15. Brosa tenne la prima esecuzione del concerto alla Carnegie Hall il 28 marzo 1940, suonando sul suo Stradivari Vesuvio del 1727 con la New York Philharmonic Orchestra, sotto la direzione di John Barbirolli. Questa performance lanciò la sua carriera come solista internazionale. In seguito però Britten eliminò molti degli abbellimenti virtuosistici di Brosa poiché non erano più di suo gradimento. Brosa fu anche il solista delle prime esecuzioni della Sonata per violino di Denis ApIvor, op 9 nel 1947, del Concerto per violino di Roberto Gerhard al Maggio Musicale Fiorentino di Firenze nel 1950 e del Concerto per violino n. 3 di Stanley Bate, Op. 58 alla Royal Festival Hall l'11 giugno 1953.
Brosa ha insegnato violino al Royal College of Music ed è stato il leader del Brosa String Quartet, fondato nel 1924, con Hyam Greenbaum (violino), Leonard Rubens (viola) e Anthony Pini (violoncello). Il Quartetto fece il suo debutto negli Stati Uniti a New York il 20 ottobre 1930, con la pianista Harriet Cohen. Sciolse questo quartetto nel 1939. Era anche il leader del Pro Arte Quartet negli Stati Uniti e nel Regno Unito lavorò in collaborazione con la pianista e insegnante Kathleen Long tra il 1948 e il 1966. Brosa parlava correntemente cinque lingue. Il suo Stradivari Vesuvio in seguito appartenne a Remo Lauricella, violinista/compositore residente nel Regno Unito.